# Kirkjubæjarklaustur

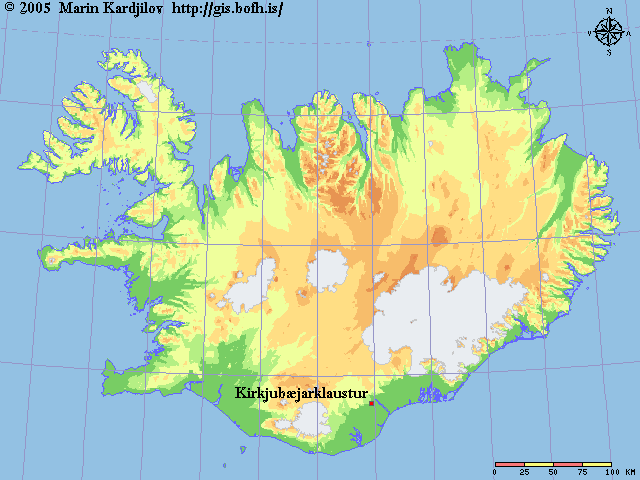
Kirkjubæjarklaustur na mapě Islandu

Kirkjubæjarklaustur je vesnice na jihu Islandu se 134 obyvateli. Zeměpisné souřadnice jsou 63°47' severní šířky a 18°04' západní délky. Vesnice byla vážně ohrožena sopečnou erupcí sopky Laki v roce 1783, kdy se lávový proud zastavil jen nedaleko od ní.